# Европски универзитет (Тузла)
Европски универзитет је приватни универзитет у Тузли. Основан је 2015. године.

## Организација
Европски факултет се састоји од следећих седам факултета:
- Економски факултет
- Правни факултет
- Педагошки факултет
- Факултет политичких наука
- Технички факултет
- Медицински факултет
- Факултет здравствених наука